# Ledamöter av Europaparlamentet från Sverige 2024–2029
Det här är en lista över de ledamöter som representerar Sverige i Europaparlamentet under mandatperioden 2024–2029. I Europaparlamentsvalet i juni 2024 valdes 21 ledamöter in för Sverige.
| Namn                  | Bild                               | Svenskt parti | Svenskt parti | Partigrupp | Utskott                                    | Kommentar                               |
| --------------------- | ---------------------------------- | ------------- | ------------- | ---------- | ------------------------------------------ | --------------------------------------- |
| Johan Danielsson      |                                    |               | S             | S&D        | TBA                                        | Ledamot sedan 16 juli 2024.             |
| Adnan Dibrani         |                                    | TBA           | S             | S&D        | Ledamot sedan 16 juli 2024.                |                                         |
| Heléne Fritzon        |                                    | TBA           | S             | S&D        | Personvald. Ledamot sedan 2 juli 2019.     |                                         |
| Evin Incir            |                                    | TBA           | S             | S&D        | Ledamot sedan 2 juli 2019.                 |                                         |
| Sofie Eriksson        |                                    | TBA           | S             | S&D        | Ledamot sedan 16 juli 2024.                |                                         |
| Arba Kokalari         | [[File:\|250px\|class=noresize\|]] |               | M             | EPP        | TBA                                        | Ledamot sedan 2 juli 2019.              |
| Jessica Polfjärd      |                                    | TBA           | M             | EPP        | Ledamot sedan 2 juli 2019.                 |                                         |
| Tomas Tobé            |                                    | TBA           | M             | EPP        | Personvald. Ledamot sedan 2 juli 2019.     |                                         |
| Jörgen Warborn        |                                    | TBA           | M             | EPP        | Ledamot sedan 2 juli 2019.                 |                                         |
| Alice Teodorescu Måwe |                                    |               | KD            | EPP        | TBA                                        | Personvald. Ledamot sedan 16 juli 2024. |
| Alice Bah Kuhnke      |                                    |               | MP            | G/EFA      | TBA                                        | Personvald. Ledamot sedan 2 juli 2019.  |
| Pär Holmgren          |                                    | TBA           | MP            | G/EFA      | Personvald. Ledamot sedan 2 juli 2019.     |                                         |
| Isabella Lövin        |                                    | TBA           | MP            | G/EFA      | Personvald. Ledamot sedan 16 juli 2024.    |                                         |
| Dick Erixon           |                                    |               | SD            | ECR        | TBA                                        | Ledamot sedan 16 juli 2024.             |
| Beatrice Timgren      |                                    | TBA           | SD            | ECR        | Ledamot sedan 16 juli 2024.                |                                         |
| Charlie Weimers       |                                    | TBA           | SD            | ECR        | Personvald. Ledamot sedan 2 juli 2019.     |                                         |
| Abir Al-Sahlani       |                                    |               | C             | Renew      | TBA                                        | Ledamot sedan 2 juli 2019.              |
| Emma Wiesner          |                                    | TBA           | C             | Renew      | Personvald. Ledamot sedan 4 februari 2021. |                                         |
| Karin Karlsbro        |                                    |               | L             | Renew      | TBA                                        | Personvald. Ledamot sedan 2 juli 2019.  |
| Hanna Gedin           |                                    |               | V             | Vänstern   | TBA                                        | Ledamot sedan 16 juli 2024.             |
| Jonas Sjöstedt        |                                    | TBA           | V             | Vänstern   | Personvald. Ledamot sedan 16 juli 2024.    |                                         |